# Werner Lange (Politiker)
Werner Lange (* 28. Dezember 1932 in Lühburg, Kreis Teterow) ist ein früherer deutscher SED-Funktionär und Politiker, der der Fraktion der Freien Deutschen Jugend (FDJ) in der Volkskammer der DDR angehörte.

## Leben
Er war der Sohn eines Arbeiters. Nach dem Besuch der Volksschule war Lange zunächst in der Neubauernwirtschaft seiner Eltern tätig, dann nahm er eine Lehre zum Schlosser auf. Von 1953 bis 1954 war er als Motorenschlosser in den Maschinen-Traktoren-Stationen (MTS) Niendorf und Gnoien tätig.

## Politik
Lange wurde 1946 Mitglied der FDJ und trat 1953 in die SED ein. Nach seiner Tätigkeit als Politarbeiter in der MTS Bodelin wurde Lange 1956 Instrukteur der SED-Kreisleitung.
Für die FDJ kandidierte er 1954 zu den zweiten Volkskammerwahlen und vertrat die FDJ bis 1958 als Abgeordneter in der Volkskammer.

## Auszeichnungen
- Aktivist der sozialistischen Arbeit